# Dorotea Barnés González
Dorotea Barnés González   (Pamplona, 21 de desembre de 1904 - Fuengirola, 4 d'agost de 2003) va ser una investigadora química espanyola. El seu treball va ser clau en la incorporació de tècniques com l'«espectroscòpia Raman» als departaments de química d'Espanya. És considerada per alguns crítics com un dels casos més flagrants de geni frustrat per submissió matrimonial i la circumstància d'un marc bèl·lic.

## Biografia
Era filla de Dorotea González i Francisco Barnés Salines, ministre d'Instrucció Pública i Belles Arts durant la Segona República Espanyola. Va fer el batxillerat a l'Institut d'Àvila, on el seu pare era catedràtic i amb 20 anys es va traslladar a Madrid per ingressar en el tot just acabat d'inaugurar Institut-Escola, en l'òrbita de creacions de la Institució Lliure d'Ensenyament.
El 1918 es va matricular a la Universitat Complutense de Madrid i el 1931 es va llicenciar en Ciències Químiques amb premi extraordinari. Des de 1928 va alternar els estudis amb l'assistència a la Societat Espanyola de Física i Química i als cursos del Laboratori Foster de la Residència de Senyoretes de Madrid, on va fer també les primeres pràctiques. Tot això li va permetre ser becada el 1929 per la Junta per a Ampliació d'Estudis (la institució més liberal que en aquell moment existia a Espanya i en la qual, però, només hi havia un 13% de dones entre els becats), per a una estada a l'Smith College de Northampton, Massachusetts, on es va especialitzar en la recerca en el camp de les tècniques de l'anàlisi espectral, sota la direcció de Gladys Anslow, doctora en Física per la Universitat Yale i professora del Departament de Química de l'Smith College.
En 1930 va publicar Algunas características químicas y del espectro de absorción de la cistina, treball amb el qual va obtenir el «Master Degree of Science» atorgat per l'Smith College. En l'«Sterling Chemistry Laboratory» va desenvolupar en equip, un estudi comparatiu dels àcids nucleics en bacteris patògens. Va ser considerada una de les científiques més avançades dins del camp de l'espectroscopía aplicada a l'anàlisi química, al costat de Mary Louise Foster i l'esmentada Gladys Anslow.
En 1931 va tornar a Espanya i no va trigar a aconseguir un lloc d'investigadora en l'Institut Nacional de Física i Química de Madrid, en la Secció d'Espectroscòpia i sota la direcció de Miguel Catalán. Va ser Catalán qui li va recomanar el 1932 viatjar a Graz, Àustria, per treballar amb Friedrich Kohlrausch. Al cap de tres mesos va tornar a Espanya i va publicar el primer estudi en espanyol sobre la "tècnica Raman".
El seu reconeixement definitiu com la major especialista espanyola en espectroscòpia li va arribar al IX Congrés Internacional de Química Pura i Aplicada celebrat a Madrid el 1933. Aquest mateix any havia contret matrimoni amb José Giral i obtingut la càtedra de Física i Química de l'Institut Lope de Vega de Madrid, en el qual va exercir la docència fins a donar a llum una filla, esdeveniment que va coincidir amb l'inici de la Guerra Civil. Seguint el consell del seu pare, es va exiliar a Carcassona (França). Les probables pressions del seu marit van fer que no tornés a investigar i quedés exclusivament dedicada a les tasques domèstiques. Va morir a Fuengirola el 4 d'agost de 2003.